# Werner Boldt
Werner Boldt (* 31. Mai 1935 in Breslau, heute Wroclaw) ist ein deutscher Historiker und Geschichtsdidaktiker.
Er wurde nach einem Studium der Geschichtswissenschaft 1967 an der Universität Heidelberg zum Dr. phil. promoviert und lehrte als Professor für Geschichte und ihre Didaktik an der Carl von Ossietzky Universität Oldenburg. Er war Mitbegründer der Zeitschrift Geschichtsdidaktik sowie Mitarbeiter an der Gedenkstätte „Dokumentations- und Informationszentrum Emslandlager“ in Papenburg. Er gab die Gesamtausgabe Carl von Ossietzky – Sämtliche Schriften mit heraus und ist Autor zahlreicher Publikationen sowie einer Biographie zu Ossietzky.

## Schriften (Auswahl)
- Die württembergischen Volksvereine von 1848 bis 1852. Kohlhammer, Stuttgart 1970.
- Die Anfänge des deutschen Parteiwesens. Fraktionen, politische Vereine und Parteien in der Revolution 1848. Darstellung und Dokumentation. Schöningh, Paderborn 1971.
- (Hrsg.) Carl von Ossietzky: Sämtliche Schriften. 8 Bände, Rowohlt, Reinbek bei Hamburg 1994.
- Carl von Ossietzky. Ein Lesebuch. Ossietzky, Dähre 2004.
- Verfassungsgeschichtliche Betrachtungen. Lit, Münster 2004.
- Carl von Ossietzky. Vorkämpfer für Demokratie. Ossietzky, Hannover 2013.
- Carl von Ossietzky 1889–1938. Pazifist und Demokrat, KZ-Häftling und Friedensnobelpreisträger. Donat Verlag, Bremen 2019.